# Paral·lel 40° nord
El paral·lel 40° nord és una línia de latitud que es troba a 40 graus nord de la línia equatorial terrestre. Travessa Europa, el Mar Mediterrani, Àsia, l'Oceà Pacífic, Amèrica del Nord l'oceà Atlàntic.
En aquesta latitud, el sol és visible durant 15 hores i 1 minut a l'estiu, i 9 hores i 20 minuts en solstici d'hivern.

## Arreu del món
Començant al meridià de Greenwich i dirigint-se cap a l'est, el paral·lel 40º passa per:
| Coordenades                               | País, territori o mar        | Notes |
| ----------------------------------------- | ---------------------------- | --- |
| 40° 0′ N, 0° 0′ E / 40.000°N,0.000°E      | Espanya                      | País Valencià |
| 40° 0′ N, 0° 2′ E / 40.000°N,0.033°E      | Mar Mediterrani              | Passa just al nord de l'illa de Mallorca, Espanya |
| 40° 0′ N, 3° 48′ E / 40.000°N,3.800°E     | Espanya                      | Ila de Menorca |
| 40° 0′ N, 4° 13′ E / 40.000°N,4.217°E     | Mar Mediterrani              | |
| 40° 0′ N, 8° 24′ E / 40.000°N,8.400°E     | Itàlia                       | Ila de Sardenya |
| 40° 0′ N, 9° 42′ E / 40.000°N,9.700°E     | Mar Mediterrani              | Mar Tirrè |
| 40° 0′ N, 15° 20′ E / 40.000°N,15.333°E   | Itàlia                       | Campània |
| 40° 0′ N, 15° 26′ E / 40.000°N,15.433°E   | Mar Mediterrani              | Golf de Policastro |
| 40° 0′ N, 15° 41′ E / 40.000°N,15.683°E   | Itàlia                       | Basilicata, Calàbria |
| 40° 0′ N, 16° 37′ E / 40.000°N,16.617°E   | Mar Mediterrani              | Golf de Tarent |
| 40° 0′ N, 18° 0′ E / 40.000°N,18.000°E    | Itàlia                       | Pulla |
| 40° 0′ N, 18° 25′ E / 40.000°N,18.417°E   | Mar Mediterrani              | Canal d'Òtranto |
| 40° 0′ N, 19° 53′ E / 40.000°N,19.883°E   | Albània                      | Passa just al nord de Sarandë i just al sud de Gjirokastër |
| 40° 0′ N, 20° 23′ E / 40.000°N,20.383°E   | Grècia                       | |
| 40° 0′ N, 22° 37′ E / 40.000°N,22.617°E   | Mar Mediterrani              | Mar Egeu |
| 40° 0′ N, 23° 23′ E / 40.000°N,23.383°E   | Grècia                       | Kassandra i Sithonia |
| 40° 0′ N, 24° 0′ E / 40.000°N,24.000°E    | Mar Mediterrani              | Mar Egeu |
| 40° 0′ N, 25° 6′ E / 40.000°N,25.100°E    | Grècia                       | Illa de Lemnos |
| 40° 0′ N, 25° 26′ E / 40.000°N,25.433°E   | Mar Mediterrani              | Mar Egeu |
| 40° 0′ N, 26° 11′ E / 40.000°N,26.183°E   | Turquia                      | Passa just al nord d'Ankara |
| 40° 0′ N, 44° 24′ E / 40.000°N,44.400°E   | Armènia                      | |
| 40° 0′ N, 45° 36′ E / 40.000°N,45.600°E   | Azerbaidjan                  | Passa a través de Nagorno-Karabakh |
| 40° 0′ N, 49° 27′ E / 40.000°N,49.450°E   | Mar Caspi                    | |
| 40° 0′ N, 52° 46′ E / 40.000°N,52.767°E   | Turkmenistan                 | |
| 40° 0′ N, 62° 26′ E / 40.000°N,62.433°E   | Uzbekistan                   | |
| 40° 0′ N, 68° 48′ E / 40.000°N,68.800°E   | Tadjikistan                  | |
| 40° 0′ N, 69° 31′ E / 40.000°N,69.517°E   | Kirguizstan                  | |
| 40° 0′ N, 70° 32′ E / 40.000°N,70.533°E   | Tadjikistan                  | Uns 9 km |
| 40° 0′ N, 70° 39′ E / 40.000°N,70.650°E   | Kirguizstan                  | |
| 40° 0′ N, 71° 5′ E / 40.000°N,71.083°E    | Uzbekistan                   | Enclavament de Sokh - uns 7 km |
| 40° 0′ N, 71° 10′ E / 40.000°N,71.167°E   | Kirguizstan                  | |
| 40° 0′ N, 71° 48′ E / 40.000°N,71.800°E   | Uzbekistan                   | Enclavament de Shohimardon - uns 4 km |
| 40° 0′ N, 71° 50′ E / 40.000°N,71.833°E   | Kirguizstan                  | |
| 40° 0′ N, 73° 58′ E / 40.000°N,73.967°E   | República Popular de la Xina | Xinjiang Gansu Mongòlia Interior Shanxi Hebei Beijing (Passa just al nord del centre de la ciutat) Hebei Tianjin Hebei Liaoning (uns 8 km)                                       |
| 40° 0′ N, 119° 54′ E / 40.000°N,119.900°E | Oceà Pacífic                 | Badia de Liaodong, Mar Groc |
| 40° 0′ N, 121° 53′ E / 40.000°N,121.883°E | República Popular de la Xina | Liaoning (península de Liaodong) |
| 40° 0′ N, 124° 21′ E / 40.000°N,124.350°E | Corea del Nord               | Pyongan del Nord - Passa a través de Sinuiju Chagang Hamgyong del Sud - Passa just al nord de Hamheung                                                                           |
| 40° 0′ N, 127° 57′ E / 40.000°N,127.950°E | Oceà Pacífic                 | Mar del Japó |
| 40° 0′ N, 128° 10′ E / 40.000°N,128.167°E | Corea del Nord               | Illa de Mayang |
| 40° 0′ N, 128° 13′ E / 40.000°N,128.217°E | Oceà Pacífic                 | Mar del Japó |
| 40° 0′ N, 139° 54′ E / 40.000°N,139.900°E | Japó                         | Ila de Honshū — Prefectura d'Akita — Prefectura d'Iwate |
| 40° 0′ N, 141° 57′ E / 40.000°N,141.950°E | Oceà Pacífic                 | |
| 40° 0′ N, 124° 1′ O / 40.000°N,124.017°O  | Estats Units                 | Califòrnia Nevada Utah Colorado Nebraska / Kansas border Missouri Illinois Indiana Ohio Virgínia Occidental Pennsilvània Nova Jersey                                             |
| 40° 0′ N, 31° 7′ O / 40.000°N,31.117°O    | Oceà Atlàntic                | Passa just al nord de Corvo, Açores, Portugal |
| 40° 0′ N, 8° 55′ O / 40.000°N,8.917°O     | Portugal                     | Passa a la vora de Pombal i Covilhã |
| 40° 0′ N, 6° 51′ O / 40.000°N,6.850°O     | Espanya                      | Extremadura Castella-La Manxa Comunitat de Madrid - uns 10 km Castella-La Manxa País Valencià – Racó d'Ademús exclave, uns 4 km Castella-La Manxa - uns 5 km Aragó País Valencià |

## Frontera

El paral·lel 40° nord defineix la frontera entre Nebraska i Kansas.

El paral·lel 40° nord és el paral·lel que fou escollit originalment pel traçat d'una part de la línia Mason-Dixon que feia de frontera entre els estats de Maryland i de Pennsilvània. La ciutat de Filadèlfia està situada al paral·lel, i la línia es va moure uns quilòmetres al sud per evitar tallar-la.
També als Estats Units, paral·lel 40° nord marca la frontera entre els estats de Nebraska i Kansas.